# Pointe-Sarène

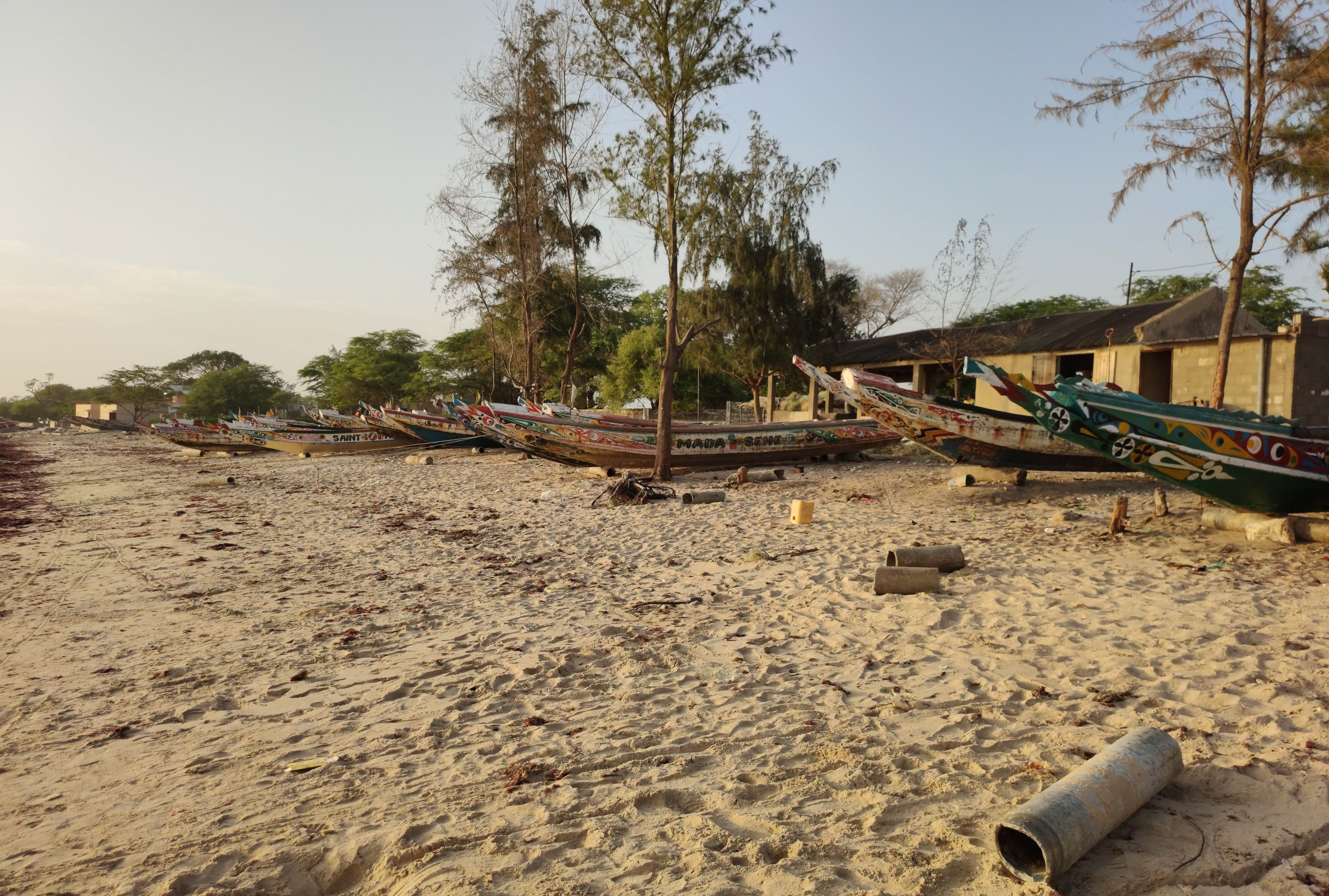
Pirogues sur la plage de Pointe-Sarène.

Le site de Pointe-Sarène est un site touristique situé sur la petite-côte au sud de la commune de M'bour au Sénégal à 100 km de Dakar et 50 km de l'aéroport international Blaise-Diagne (1h15 de route).
Le site de Pointe Sarène offre d’importantes opportunités de développement touristique balnéaire et animalier par la qualité de son paysage, sa plage en forme de pointe et la proximité de 2500 hectares de forêt classée.

## Le projet
Sur ce site va être créé :
- un village de 200 villas de haut standing posé sur la crête du site de façon à tirer profit des points de vue panoramiques vers la mer donnant sur l’ouest et ses couchers de soleil,
- 5 zones hôtelières de catégorie supérieure (4-5 étoiles),
- un golf pitch and putt,
- un espace commercial
- et un centre de services.

Dans le prolongement de la zone commerciale sera aménagé une base nautique et une marina pour desservir les unités d’aménagement touristique de Pointe Sarène et de Mbodiène.

### Coût du projet
La société d’aménagement et de promotion des côtes et zones touristiques du Sénégal (Sapco) a annoncé que l’aménagement de la pointe Sarène entre 2016 et 2022 va coûter 15 milliards de FCFA, et plus de 200 milliards d’investissements attendus du secteur privé avec la création d’un nouveau complexe touristique sur 110 ha le long d’une immense plage de sable fin.
Le coût global du projet est réparti comme suit:
- Infrastructures (voies de circulation, électricité, éclairage, télécommunication, traitement des eaux) : 15 milliards
- Ensemble hôtelier (réceptifs hôteliers, espaces administratifs et commerciaux) 200 milliards

Sont aussi prévus :
- Conception des ouvrages maritimes pour enrayer l’érosion côtière et ré-engraisser les plages et traitement de l’embouchure de la lagune.
- Aménagements de pontons d’accès par bateaux au droit des hôtels et/ou résidences de luxe.

## Administration
Pointe-Sarène est situé dans le département de M'bour (région de Thiès).

## Géographie
Le village est situé au bord d'une plage de sable fin.
Les localités les plus proches sont Mbodiène, Nianing et Ngazobil.